# Ciclo Otto

Motore a pistone a quattro tempi, che segue il ciclo termodinamico Otto

Il ciclo Otto (chiamato anche ciclo Beau de Rochas) è un ciclo termodinamico impiegato nei motori alternativi a combustione interna e, in particolare, nei motori a benzina, i quali sono alimentati da un impianto d'alimentazione ed emettono i gas di scarico tramite un impianto di scarico. Questo ciclo rimane ancora oggi il principio di funzionamento della quasi totalità dei motori a benzina del mondo.

## Generalità
Nel ciclo Otto si vuole descrivere, dal punto di vista termodinamico, cosa succede a una massa di gas soggetta a cambiamenti di pressione, temperatura, volume e aggiunta o sottrazione di calore. La massa di gas che è soggetta a tali cambiamenti è chiamato sistema. Il sistema, in questo caso, è definito come il fluido (gas) presente all'interno del cilindro. Descrivendo i cambiamenti che avvengono all'interno del sistema, sarà definito in modo inverso anche l'effetto del sistema sull'ambiente. Nel caso del ciclo Otto, l'effetto sarà quello di produrre abbastanza lavoro utile da parte del sistema in modo da permettere la propulsione del veicolo.
Il ciclo Otto è costituito da:
- in alto e in basso del ciclo: una coppia di processi quasi paralleli e isoentropici (reversibili adiabatici, senza attrito).
- lati sinistro e destro del ciclo: una coppia di processi isocorici paralleli (volume costante).

Il processo isoentropico di compressione o espansione implica che non ci sarà inefficienza (perdita di energia meccanica) e non ci sarà alcun trasferimento di calore dentro o fuori dal sistema, durante quel processo. Il cilindro e il pistone sono considerati impermeabili al calore durante quel periodo. Il lavoro viene eseguito sul sistema durante il processo di compressione isoentropico inferiore. Il calore scorre nel ciclo Otto attraverso il processo di pressurizzazione a sinistra e parte di esso scorre indietro attraverso il giusto processo di depressurizzazione. La sommatoria del lavoro aggiunto al sistema più il calore aggiunto meno il calore rimosso produce il lavoro meccanico netto generato dal sistema.

## Storia
Il nome del "Ciclo Otto" deriva dal nome dell'ingegnere tedesco Nikolaus August Otto che realizzò il primo motore a quattro tempi effettivamente funzionante nel 1876; occorre aggiungere che studi su un motore a quattro tempi erano già stati effettuati, e i risultati brevettati nel 1862, dall'inventore francese Alphonse Beau de Rochas, il quale aveva aggiunto la fase di compressione al primo motore a scoppio di Barsanti e Matteucci.

## Il ciclo ideale
Nel piano (p-V), che mette in relazione p (pressione) e V (volume), il ciclo Otto ideale si può rappresentare con:
1. una aspirazione a pressione ambiente dal P.M.S. (Punto morto superiore) al P.M.I. (Punto morto inferiore) (0-1);
2. una compressione adiabatica da P.M.I. a P.M.S. (1-2);
3. una combustione che si innesca con la scintilla della candela (2-3);
4. una espansione adiabatica da P.M.S. a P.M.I. (3-4);
5. uno scarico libero iniziale a volume costante (4-1);
6. uno scarico forzato a pressione costante che riporta il ciclo alla posizione di partenza (1-0).

### Termodinamica del ciclo
Facendo riferimento alla figura del ciclo, si supponga di lavorare con un gas perfetto. Allora il lavoro fatto è solo
{\displaystyle L=Q_{ass}-Q_{ced}=c_{v}\times n(T_{3}-T_{2})-c_{v}\times n(T_{4}-T_{1})}
dove {\displaystyle c_{v}} è il calore molare a volume costante. Quindi il rendimento del ciclo è
{\displaystyle \eta ={\frac {L}{Q_{ass}}}=1-{\frac {T_{4}-T_{1}}{T_{3}-T_{2}}}}
Ma dalle due trasformazioni adiabatiche reversibili, si ha:
{\displaystyle T_{3}V_{b}^{\gamma -1}=T_{4}V_{a}^{\gamma -1}}
{\displaystyle T_{2}V_{b}^{\gamma -1}=T_{1}V_{a}^{\gamma -1}}
dove {\displaystyle \gamma =c_{p}/c_{v}}. Dividendo membro a membro:
{\displaystyle {\frac {T_{2}}{T_{3}}}={\frac {T_{1}}{T_{4}}}}
così che il rendimento può essere espresso in termini di sole temperature o volumi:
{\displaystyle \eta =1-{\frac {T_{4}}{T_{3}}}\left({\frac {1-{\frac {T_{1}}{T_{4}}}}{1-{\frac {T_{2}}{T_{3}}}}}\right)=1-{\frac {T_{4}}{T_{3}}}=1-\left({\frac {V_{b}}{V_{a}}}\right)^{\gamma -1}}
Indicando con r il rapporto di Va/Vb, detto rapporto di compressione volumetrico, si ha infine
{\displaystyle \eta =1-{\frac {1}{r^{\gamma -1}}}}
In un motore a benzina reale, r non può essere inferiore a circa 1/10 (sui motori in genere i valori sono 14:1, se il rendimento volumetrico è inferiore a uno, che riduce la compressione effettiva del gas, dal momento che se r è più piccolo, l'aumento di temperatura dovuto alla compressione della miscela di benzina e aria è tale da provocare la combustione prima dello scoccare della scintilla (preaccensione). Tutti gli effetti di disturbo presenti in un motore a benzina reale, come le accelerazioni, gli attriti, i moti turbolenti, abbassano il rendimento molto al di sotto di quello di un ciclo Otto a gas ideale, dove nei modelli ad uso utensile (decespugliatori, motoseghe, soffiatori, ecc) può scendere a circa 0,2 (20%), mentre nei mezzi di trasporto in media è di circa 0,35 (35%), ma può arrivare anche a 0,4 (40%).
Nei motori a ciclo otto turbo di Formula 1 del 2022, senza limiti di sovralimentazione il rapporto di compressione ha raggiunto il valore di 18:1 che grazie anche all'ibridazione del propulsore riesce a portare il rendimento a 0,52 (52%)

## Ciclo Otto indicato (o reale)

Ciclo termico di un motore 4T
1=PMS
2=PMI
A: Aspirazione
B: Compressione
C: Espansione
D: Scarico

Il sistema è definito come la massa d'aria che viene aspirata dall'atmosfera nel cilindro, compressa dal pistone, riscaldata dall'accensione a scintilla del carburante aggiunto, lasciata espandere mentre preme sul pistone e infine scaricata di nuovo nell'atmosfera. La massa d'aria viene seguita come il suo volume, pressione e variazione di temperatura durante le varie fasi termodinamiche. Poiché il pistone è in grado di muoversi lungo il cilindro, il volume dell'aria cambia con la sua posizione nel cilindro. 
I processi di compressione e di espansione indotti sul gas dal movimento del pistone sono idealizzati come reversibili, cioè, nessun lavoro utile viene perso attraverso turbolenza o attrito e durante questi due processi il gas non riceve né trasferisce calore. L'energia viene aggiunta all'aria dalla combustione del carburante. Il lavoro utile è estratto dall'espansione del gas nel cilindro. Dopo che l'espansione è completata nel cilindro, il calore rimanente viene estratto e infine il gas viene scaricato nell'ambiente. Il lavoro prodotto durante il processo di espansione è in parte usato per comprimere la massa d'aria del ciclo successivo. La differenza tra l'intero lavoro prodotto durante il processo di espansione e quello usato per il processo di compressione costituisce il lavoro netto guadagnato e che può essere usato per la propulsione o per guidare altre macchine. In altre parole, il lavoro utile ottenuto è la differenza tra il calore aggiunto e il calore rimosso.
Il ciclo Otto reale è sempre caratterizzato da sei fasi, che però comportano delle cause di perdita di lavoro e quindi di rendimento:
1. Perdita di pressione in aspirazione e scarico (nel grafico pressioni-volumi caratterizzato da un'area definita come "lavoro di pompaggio" che viene ceduto). Una massa d'aria (fluido di lavoro) viene aspirata nel cilindro, da 0 a 1, a pressione atmosferica (costante) attraverso la valvola di aspirazione aperta, mentre la valvola di scarico viene chiusa durante questo processo. La valvola di aspirazione si chiude al punto 1.
2. Non adiabaticità della compressione e dell'espansione. Il pistone si muove dall'estremità del crank (BDC, punto morto inferiore e volume massimo) all'estremità della testata (TDC, punto morto superiore e volume minimo) mentre il gas di lavoro con stato iniziale 1 viene compresso isoentropicamente al punto 2, tramite rapporto di compressione (V1 / V2). Meccanicamente si tratta della compressione isoentropica della miscela aria / carburante nel cilindro, nota anche come corsa di compressione. Questo processo isoentropico presuppone che nessuna energia meccanica venga persa a causa dell'attrito e che non venga trasferito calore al o dal gas, quindi il processo è reversibile. Il processo di compressione richiede che venga aggiunto del lavoro meccanico al gas di lavoro. Generalmente il rapporto di compressione è intorno a 9-10: 1 (V1: V2) per un motore tipico.[3]
3. Intempestività e incompletezza della combustione. Il pistone è momentaneamente a riposo al PMS. Durante questo istante, che è noto come fase di accensione, la miscela aria / carburante rimane in un piccolo volume nella parte superiore della corsa di compressione. Il calore viene aggiunto al fluido di lavoro dalla combustione del carburante iniettato, con il volume sostanzialmente mantenuto costante. La pressione aumenta e il rapporto P3/P2 è chiamato "rapporto di esplosione".
4. Intempestività dello scarico. L'alta pressione aumentata esercita una forza sul pistone e lo spinge verso il BDC. L'espansione del fluido di lavoro avviene isoentropicamente e il lavoro viene eseguito dal sistema sul pistone. Il rapporto di volume V4/V3 è chiamato "rapporto di espansione isoentropico" (per il ciclo Otto è uguale al rapporto di compressione V1/V2. Meccanicamente si tratta dell'espansione della miscela gassosa calda nel cilindro nota come corsa di espansione (potenza).

Le sei fasi che caratterizzano il ciclo Otto indicato sono:
1. la fase di aspirazione (non isobara);
2. una compressione adiabatica;
3. la combustione, che avviene anticipatamente, in modo incompleto e non isocoro;
4. una fase di espansione adiabatica;
5. una prima fase di scarico anticipato e non tempestivo;
6. un'ultima fase di scarico lento.